# UTB Universal 650

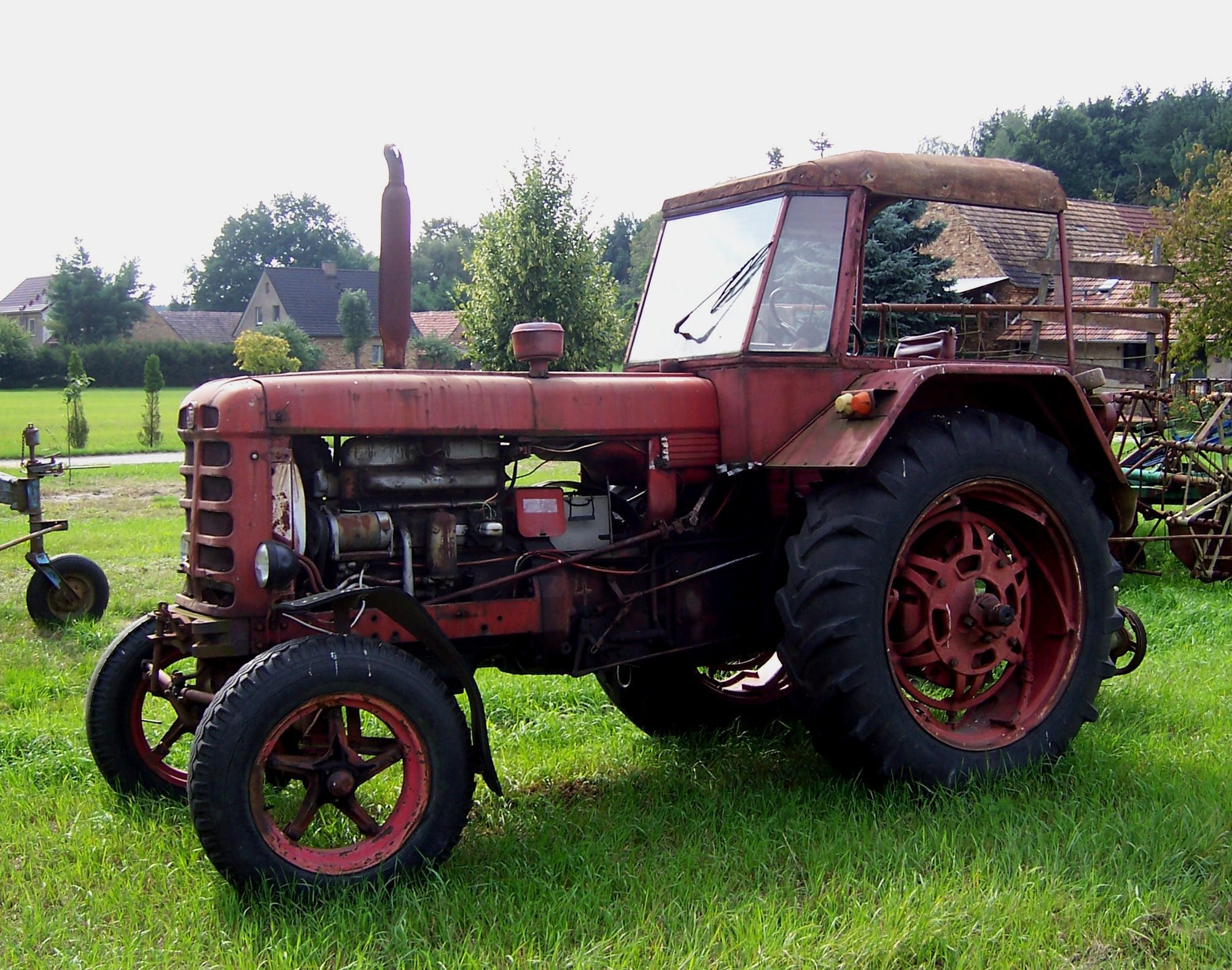
Vecchio trattore UTB Universal 650 fotografato nel 2008

UTB Universal 650 è stato un trattore agricolo a ruote prodotto tra il 1963 e il 1972 dal'azienda rumena UTB Universal.

## Motore

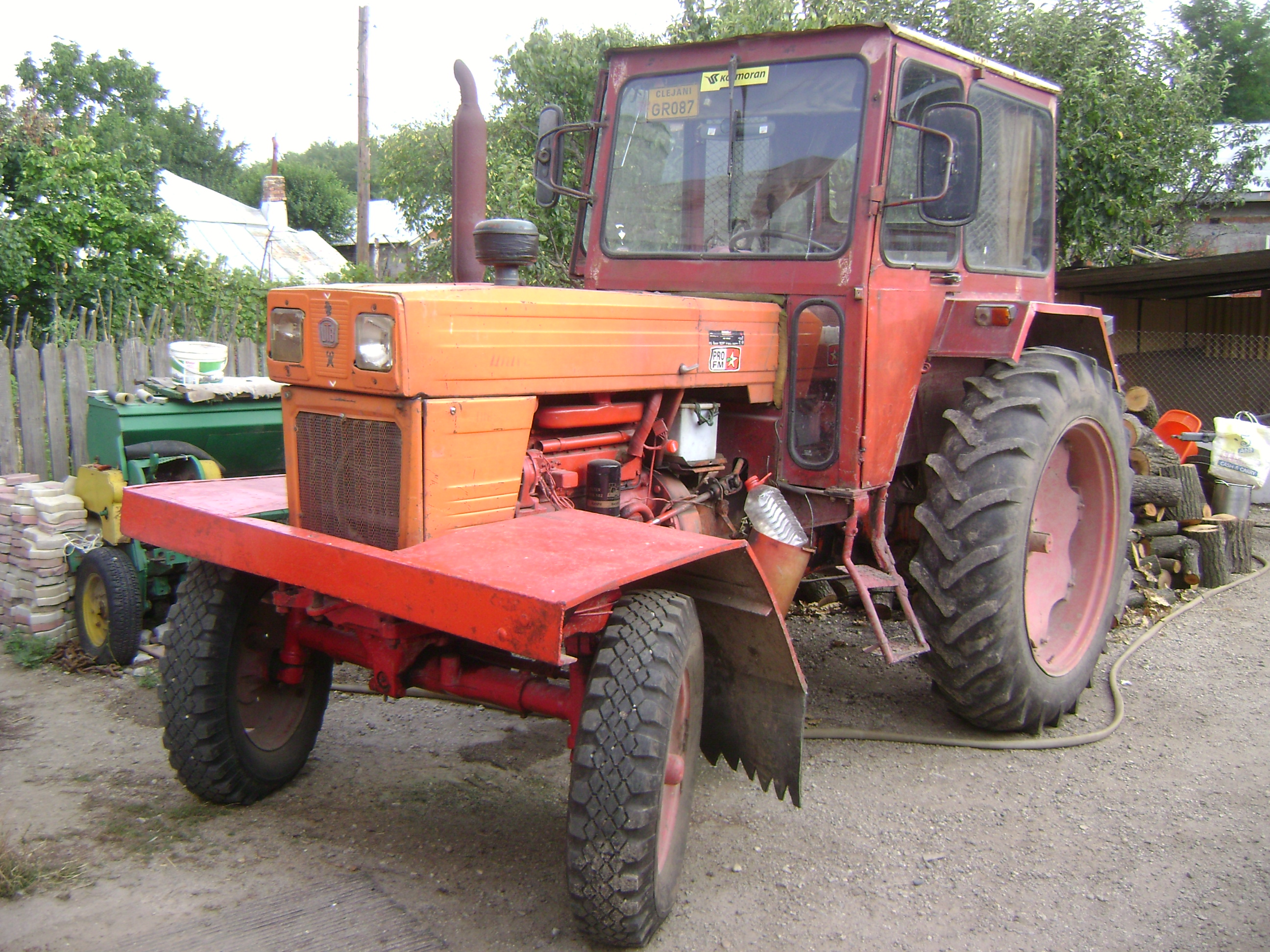
Trattore Universal 650

Montava un motore diesel a 4 cilindri UTB raffreddato ad acqua a iniezione diretta della potenza di 65 CV cilindrata 4700 cm³.
Una trasmissione manuale a 10 marce e velocità massima 17 km/h. Peso complessivo 3350 kg.